# Arash Miresmaeili
Arash Miresmaeili, né le 15 octobre 1980, est un judoka iranien évoluant dans la catégorie des moins de 66 kg (poids mi-légers). Double champion du monde de la catégorie en 2001 et 2003, il reste sur deux médailles de bronze en 2005 et 2007.

## Biographie
Après un titre de champion d'Asie, Miresmaeili termine au pied du podium olympique en 2000 à Sydney. Il n'est alors encore qu'un junior qui dispute toujours les championnats de sa catégorie d'âge. Ainsi, il devient vice-champion du monde en 2000 à Nabeul. Dès l'année suivante, il confirme son potentiel entrevu lors des J.O. en devenant champion du monde senior à Munich. Il conserve son titre en 2003 face au Français Larbi Benboudaoud avant de disputer en tant que favori logique ses seconds Jeux olympiques. Cependant, le porte-drapeau de la délégation iranienne se présente lors de la pesée précédent la compétition avec un surpoids de cinq kilos et cinq cents grammes. Des raisons politiques sont mises en avant par la presse internationale pour expliquer cette attitude du judoka. En effet, l'Iranien Miresmaeili devait affronter l'israélien Ehud Vaks dès le premier tour de la compétition. Mais les tensions entre Israël et l'Iran étant vives, un boycott du judoka iranien envers son homologue israélien est soupçonné par les instances internationales (la Fédération internationale de judo ainsi que le Comité international olympique). Il n'est finalement rien reproché à Miresmaeili et son comité olympique par la Fédération internationale de judo. En effet, lors de son audition par les instances officielles Miresmaeili produit un certificat médical présentant une indisposition comme étant la cause de ce surpoids,. Malgré sa non-participation, le judoka a perçu de l'argent pour avoir suivi la politique anti-israélienne prônée par le gouvernement iranien,.
L'année suivant cette affaire, l'Iranien renoue avec les tatamis internationaux en décrochant la médaille de bronze lors des Mondiaux organisés au Caire. Deux ans plus tard, lors de l'édition 2007 de la compétition mondiale, il est éliminé en demi-finale par le Cubain Yordanis Arencibia, mais remporte la médaille de bronze après sa victoire dans le combat pour la troisième place. Il remporte ainsi son quatrième podium mondial consécutif.

## Palmarès

### Championnats du monde
| Catégorie / Année | 2001 Munich | 2003 Osaka | 2005 Le Caire | 2007 Rio |
| ----------------- | ----------- | ---------- | ------------- | -------- |
| moins de 66 kg    | Or          | Or         | Bronze        | Bronze   |

## Divers
- Jeux Panasiatiques :
  -  Médaille de bronze en 1998 à Bangkok (Thaïlande).
  -  Médaille d'argent en 2006 à Doha (Qatar).
- Championnats d'Asie :
  - 2 titres de champion d'Asie en 1999 et 2001.
- Juniors :
  -  Vice-champion du monde juniors en 2000 à Nabeul (Tunisie).